# Syllimnophora latimana
Syllimnophora latimana är en tvåvingeart som beskrevs av Malloch 1934. Syllimnophora latimana ingår i släktet Syllimnophora och familjen husflugor. Inga underarter finns listade i Catalogue of Life.